# Robert Charles O'Brien
Robert Charles O'Brien (Los Angeles, 18 giugno 1966) è un avvocato e politico statunitense.

## Biografia
Nato a Los Angeles, O'Brien ha frequentato la Cardinal Newman High School a Santa Rosa, in California.  Ha conseguito nel 1988 una laurea in scienze politiche presso l'Università della California, a Los Angeles, e nel 1991 un JD (dottorato) presso la UC Berkeley School of Law dopo aver studiato nel 1987 presso l'Università dello Stato libero in Sudafrica.
O'Brien è stato nominato dal presidente George W. Bush come rappresentante supplente degli Stati Uniti alla 60ª sessione dell'Assemblea generale delle Nazioni Unite nel periodo 2005-2006.
Nel 2018 è nominato Inviato presidenziale speciale per gli affari degli ostaggi.
Diviene Consigliere per la sicurezza nazionale, nominato dal presidente Donald Trump il 18 settembre 2019, inviato speciale degli Stati Uniti come negoziatore per gli ostaggi e partner dello studio legale Larson O'Brien LLP di Los Angeles.
Lo resta fino al termine dell'amministrazione Trump, nel gennaio 2021.

## Opere
- (EN) While America Slept: Restoring America Leadership to a World in Crisis, Enconunter Books, 2016, ISBN 978 1594039034.